# Platygloeaceae
Platygloeaceae es una familia de hongos en el orden Platygloeales. La familia contiene siete géneros.

## Géneros
- Achroomyces
- Calacogloea
- Glomerogloea
- Glomopsis
- Insolibasidium
- Phyllogloea
- Platygloea